# طائرة تدريب

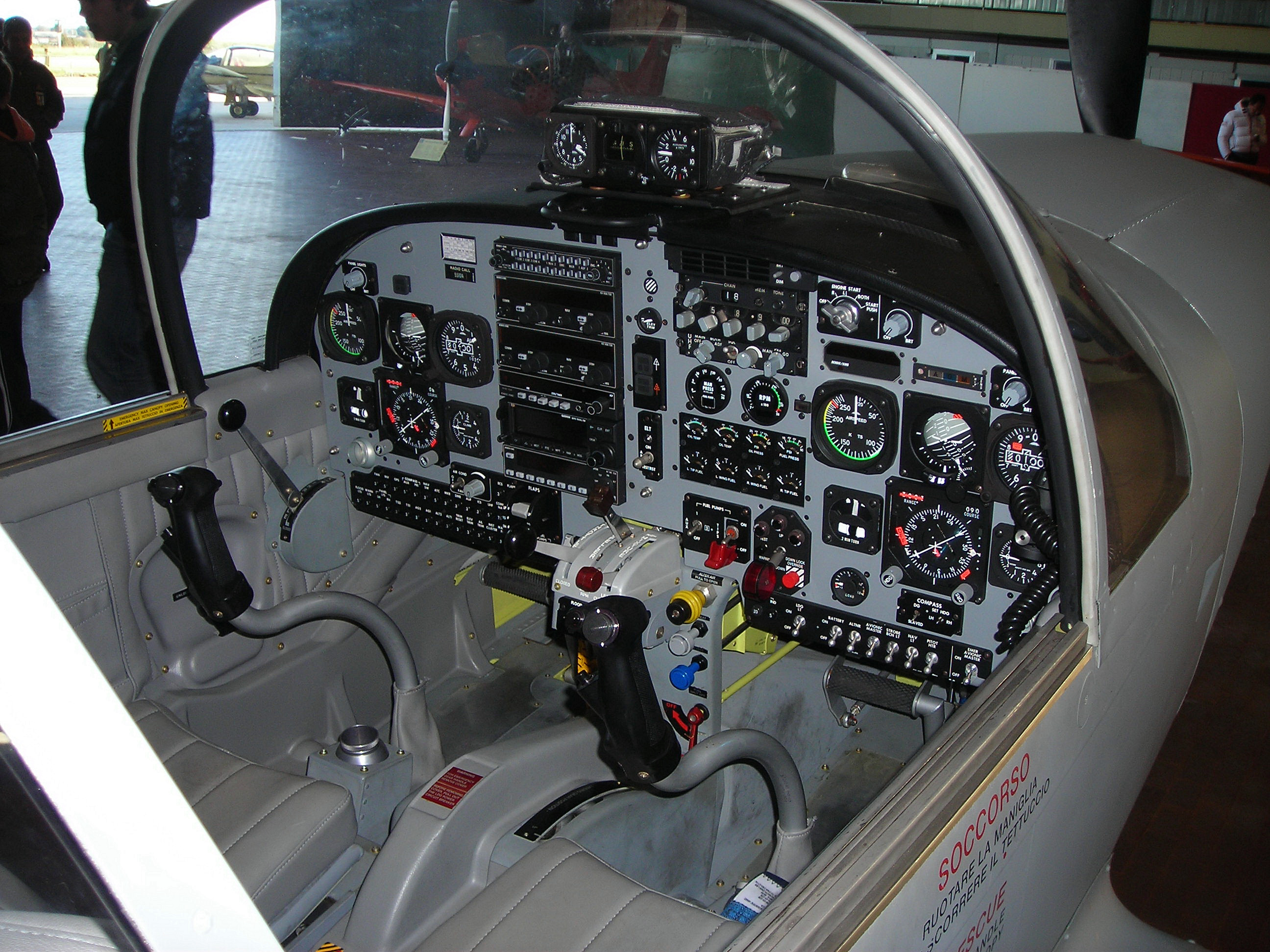
قمرة قيادة لطائرة تدريب ذات مقعدين

طائرة تدريب هي طائرة تستخدم لتنمية مهارات الطيران القتالية أو الملاحية بالنسبة طواقم الطائرات، وفي أغلب الطائرات العسكرية توجد نسخ تصنع لأغراض التدريب بحيث يتواجد في قمرة القيادة مقعدين للمدرب والطيار.

## مواضيع ذات صلة
- إرماتشي إس إف 260